# ماكسيم غيرون
ماكسيم غيرون (بالفرنسية: Maxime Giron) هو لاعب كرة قدم فرنسي في مركز الدفاع، ولد في 15 سبتمبر 1994 في جونيس في فرنسا. لعب مع نادي ريجيانا 1919.

## وصلات خارجية
- ماكسيم غيرون على موقع قاعدة بيانات كرة القدم.إي يو (الإنجليزية)
- ماكسيم غيرون على موقع Soccerway.com (الإنجليزية)